# 末広 (厚岸町)
末広（まびろ）は、北海道厚岸郡厚岸町にある地名。郵便番号は088-1105。

## 地理
厚岸町の最も南東に位置しており、太平洋と浜中町に面する。沖には厚岸小島、大黒島が存在する。
末広を含む東北海道の海岸沿いには太平洋戦争中にトーチカが建設され、現在も残されている。

## 歴史

### 嘉永年間の捕鯨船の難破
1850年（嘉永3年）4月に末広沖でオーストラリアの捕鯨船「イーモント号」が難破し、乗組員が厚岸場所の武士らに保護される。同年8月7日に彼らは長崎に送られ、放置された船は翌1851年（嘉永4年）5月28日に処分されている。その数十年後、当時の船長の孫が金塊の場所を記した地図を持って末広で捜索したが発見できず、その後も各地から埋蔵金を探す人が訪れたが、発見には至らなかった。船体は第一次世界大戦で金属価格が高騰した際に潜水夫らによって金属が引き上げられている。また、1985年（昭和60年）に遺留品海底調査が行われている。この縁から厚岸町とオーストラリアタスマニア州クラレンス市は姉妹都市提携を結んでいる。

### 明治以降の末広
1875年（明治8年）、鹿島萬兵衛が所有していた末広の昆布干場を官に返納、希望者に抽選で割渡したことで末広に定住するものが現れる。なお、それ以前から漁場を所有するものが漁夫を派遣し、昆布の採集を行っていた。1893年（明治26年）から1894年（明治27年）ごろには末広にヨード工場が作られ、1897年（明治30年）頃には52戸212人が昆布や昆布から採れるヨードの生産に従事していた。

### 璃瑠瀾村
現在の末広にあたる地域の東側、浜中町との境界付近は1900年（明治33年）に厚岸町が成立する以前は璃瑠瀾村であった。1879年（明治12年）に岩手県出身の大竹種次郎が璃瑠瀾に移り住み宿をはじめ、1884年（明治17年）に駅逓所となる。大竹は牧畜も営んでおり、1887年（明治20年）から1904年（明治37年）にかけては後に浜中町で大牧場主となる三田道治郎が親戚の大竹を頼って渡道、大竹のもとで牧畜に従事している。この璃瑠瀾近辺は険しい海岸と荒波に挟まれた交通の難所であり、末広に200人以上が暮らしていた1897年（明治30年）頃も駅逓所の1戸8人の他は昆布干場が1か所あるのみであった。その険しい環境故に近隣の原野は開拓されることは無く仮定県道が風澗経由に改められた後は寂れ、後に無住地帯となっている。

## 地名の由来
- 末広 - 「風下」を意味するアイヌ語に由来する[7]。
- 幌万別（ほろまんべつ） - 「洞窟から流れ出る川」を意味するアイヌ語に由来する[7]
- チンベ - 意味不明[7]。
- 璃瑠瀾（りるらん） - 「急坂」を意味するアイヌ語に由来する[7]。

## 沿革
- 1850年（嘉永3年）4月 - オーストラリアの捕鯨船が末広沖で難破[3][4]。
- 1875年（明治8年） - 末広に定住者が現れる[3]。
- 1879年（明治12年） - 璃瑠瀾に大竹種次郎が移り住む[3]。
- 1912年（大正元年） - 末広に電気が開通[3]。
- 1947年（昭和22年）5月27日 - 厚岸町立厚岸中学校の開校と同時に末広分教場が設置される[10]。
- 1959年（昭和34年）4月1日 - 厚岸町立末広中学校が厚岸町立床潭中学校と共に厚岸町立厚岸中学校に統合され閉校する[10]。
- 1990年（平成2年） - 厚岸町立末広小学校が閉校[11]。

## 世帯数と人口
2023年（令和5年）3月31日現在の世帯数と人口は以下のとおりである。
| 地区名 | 世帯数 | 人口 |
| ------ | ------ | ---- |
| 末広   | 16世帯 | 29人 |

## 小・中学校の学区
町立小・中学校に通う場合、学区は以下の通りとなる。
|      | 小学校             | 中学校             |
| ---- | ------------------ | ------------------ |
| 末広 | 厚岸町立厚岸小学校 | 厚岸町立厚岸中学校 |

## 交通
- 北海道道123号別海厚岸線

## 施設
- あやめヶ原原生花園